# Brabrandstien
Brabrandstien går fra Aarhus centrum, langs Aarhus Å og rundt om Brabrand Sø. Brabrandstien er en cirka 19 km lang og en asfalteret gang- og cykelsti. Stien starter ved Folkehuset i Carl Blochs Gade, den forhenværende Hammelbanegård. Den udgør det første stykke af vandreruten Aarhus-Silkeborg. 
I 1950 blev anlæggelsen godkendt som et beskæftigelsesprojekt der havde til formål at give byens borgere bedre mulighed for at komme ud i naturen, og i 1956 var det meste af arbejdet færdigt. I 1959 blev 158 ha mellem stien og Brabrand Sø fredet. Stien passerer forbi mange haveforeninger, åbne engarealer, et naturcenter, to udkigstårne, Brabrand Kirke og flere broer over åen. Stien krydser over Vestre Ringgade og under Viby Ringvej. Mellem Viby Ringvej og Søren Frichs Vej er der sti på begge sider af åen, så turen på denne del af strækningen danner et 8-tal med "De Tre Broer" som knudepunkt. På en sten, som blev rejst 1989 ved Århus Rostadion i Brabrand, lyder teksten:
| Citat | Sv. Unmack Larsen var borgmester i Århus 1945-58 og tog initiativ til anlæg af Brabrand-stien til glæde for titusinder året rundt | Citat |
|       | |       |

## Fredning
Hele området omkring Brabrand Sø blev fredet i 1959 umiddelbart efter, at Brabrandstien blev  anlagt. Det  var for  at sikre udsigten ud over søen fra den nyanlagte sti.  Kendelsen fastsætter at der ikke må bygges eller beplantes i området.